# Titres et armoiries des rois de Prusse
Sauf précision contraire, les mots en italique sont en allemand.
Titres et armoiries des rois de Prusse

## Titres

### Roi de Prusse
Roi de Prusse (König von Preußen)

### Margrave de Brandebourg
Margrave de Brandebourg (Markgraf zu Brandenburg)

### Burgrave de Nuremberg
Burgrave de Nuremberg (Burggraf zu Nürnberg)

### Comte de Hohenzollern
Comte de Hohenzollern (Graf zu Hohenzollern)

### Premier duc et souverain de Silésie et du comté de Glatz
Premier duc et souverain de Silésie et du comté de Glatz (Souveräner und oberster Herzog von Schlesien wie auch der Grafschaft Glatz)

### Grand-duc du Bas-Rhin
Grand-duc du Bas-Rhin (Großherzog vom Niederrhein) : titre conféré au roi de Prusse par l'article 25 de l'Acte final du Congrès de Vienne du 9 juin 1815.

### Grand-duc de Posnanie
Grand-duc de Posnanie (Großherzog vom Posen)

### Duc de Saxe
Duc de Saxe (Herzog zu Sachsen) : titre de conféré au roi de Prusse par l'article 16 de l'Acte final du Congrès de Vienne du 9 juin 1815.

### Duc de Westphalie
Duc de Westphalie (Herzog zu Westfalen) : titre porté à la suite de l'article 24 de l'acte final du Congrès de Vienne qui réunit au royaume de Prusse « le Duché de Westphalie, ainsi qu'il a été possédé par S. A. R. le Grand-Duc de Hesse ».

### Duc d'Engern
Duc d'Engern (Herzog von Engern)

### Duc de Poméranie
Duc de Poméranie (Herzog zu Pommern)

### Duc de Lunebourg
Duc de Lunebourg (Herzog zu Lüneburg)

### Duc de Holstein et de Schlesvig
Duc de Holstein et de Schlesvig (Herzog zu Holstein und Schleswig)

### Duc de Magdebourg
Duc de Magdebourg (Herzog zu Magdeburg)

### Duc de Brême
Duc de Brême (Herzog zu Bremen)

### Duc de Gueldre
Duc de Gueldre (Herzog zu Geldern)

### Duc de Julliers, Clèves et Berg
Duc de Julliers, Clèves et Berg (Herzogtümer Jülich, Cleve und Berg)

### Duc des Wendes et des Kassoubes
Duc de Wendes et Kassoubes (en allemand : Herzog der Wenden und Kaschuben)

### Duc de Crossen
Duc de Crossen (en allemand : Herzog von Crossen)

### Duc de Lauenbourg
Duc de Lauenbourg : par le 1° de l'article 4 du traité prusso-hanovrien signé à Vienne, le 29 mai 1815, le roi de Hanovre, George III, céda au roi de Prusse, Frédéric-Guillaume III, « la partie du Duché de Lauenbourg située sur la rive droite de l'Elbe avec les villages lunebourgeois situés sur la même rive » ; la partie du Duché de Lauenbourg située sur la rive gauche de l'Elbe demeurait, quant à elle, au royaume de Hanovre.
Mais, par l'article 3 du traité prusso-danois signé à Vienne, le 4 juin 1815, le roi de Prusse, Frédéric-Guillaume III, céda au roi du Danemark, Christian VIII, le Duché de Lauenbourg, « tel que le dit Duché a été cédé à S. M. prussienne par l'art. 4. du Traité 29 mai 1815 », à l'exception du « bailliage de Neuhauss, situé entre le Mecklembourg et l'Elbe », ainsi que des « villages lunebourgois, qui sont contigûs à ce bailliage, ou qui s'y trouvent enclavés ».
Par l'article 3 du traité de paix signé à Vienne, le 20 octobre 1864, le roi de Danemark, Christian IX renonça, en faveur du roi de Prusse, Guillaume Ier, et à l'empereur d'Autriche, François-Joseph Ier, « à tous ses droits sur les duchés de Sleswig, Holstein et Lauenbourg ». 
Par l'article 9 de la convention austro-prussienne signée Gastein, le 14 août 1865, l'empereur d'Autriche abandonna au roi de Prusse « les droits acquis sur le duché de Lauenbourg » moyennant le versement au gouvernement impérial autrichien d'une de somme de « 2 millions 500,000 rixdalers de Danemark, payables à Berlin, en espèces sonnantes d'argent de Prusse, quatre semaines après la ratification de la présente convention »
Par la patente du 13 septembre 1865, Guillaume Ier déclara prendre possession du duché de Lauenbourg, « avec tous les droits de la souveraineté », et décida d'ajouter à ses titres, « celui de duc de Lauenbourg » (en allemand : Herzog von Lauenburg).
La loi prussienne du 23 juin 1876, relative à la réunion du duché Lauenbourg avec la monarchie prussienne (en allemand : Gesetz vom 23. Juni 1876, betreffend die Vereinigung des Herzogtums Lauenburg mit der Preussischen Monarchie) incorpora le duché à la province prussienne de Schleswig-Holstein (en allemand : Provinz Schleswig-Holstein) comme cercle du Duché de Lauembourg (en allemand : Kreis Herzogthum Lauenburg), à compter du 1er juillet 1876.

### Duc de Mecklembourg
Duc de Mecklembourg (Herzog zu Mecklenburg)

### Landgrave de Hesse
Landgrave de Hesse (Landgraf zu Hessen)

### Landgrave de Thuringe
Landgrave de Thuringe (Landgraf zu Thüringen) : titre conféré au roi de Prusse par l'article 16 de l'Acte final du Congrès de Vienne du 9 juin 1815.

### Margrave de Haute- et de Basse-Lusace
Margrave de Haute- et de Basse-Lusace (Markgraf der Ober- und Niederlausitz) : titre de « margrave des deux Lusaces » conféré au roi de Prusse par l'article 16 de l'Acte final du Congrès de Vienne du 9 juin 1815.

### Prince d'Orange
Prince d'Orange (Prinz von Oranien)

### Prince de Rügen
Prince de Rügen (Fürst zu Rügen)

### Prince de Frise-Orientale
Prince de Frise-Orientale (Fürst zu Ostfriesland) : titre pris à la suite de l'annexion du royaume de Hanovre.

### Prince de Paderborn
Prince de Paderborn (Fürst zu Paderborn)

### Prince de Pyrmont
Prince de Pyrmont (Fürst zu Pyrmont)

### Prince de Halberstadt
Prince de Halberstadt (Fürst zu Halberstadt)

### Prince de Münster
Prince de Münster (Fürst zu Münster)

### Prince de Minden
Prince de Minden (Fürst zu Minden)

### Prince d'Osnabruck
Prince d'Osnabruck (Fürst zu Osnabrück) : titre pris à la suite de l'annexion du royaume de Hanovre.

### Prince de Hildesheim
Prince de Hildesheim (Fürst zu Hildesheim)

### Prince de Verden
Prince de Verden (Fürst zu Verden)

### Prince de Kammin
Prince de Kammin (Fürst zu Cammin)

### Prince de Fulde
Prince de Fulde (Fürst zu Fulda)

### Prince de Nassau
Prince de Nassau (Fürst zu Nassau)

### Prince de Mœrs
Prince de Mœrs (Fürst zu Moers)

### Comte princier de Henneberg
Comte princier de Henneberg (Gefürsteter Graf zu Henneberg) : titre de « comte de Henneberg » conféré au roi de Prusse par l'article 16 de l'Acte final du Congrès de Vienne du 9 juin 1815.

### Comte de la Marche
Comte de la Marche (Graf von der Mark)

### Comte de Ravensberg
Comte de Ravensberg (Graf zu Ravensberg)

### Comte de Hohenstein
Comte de Hohenstein (Graf zu Hohenstein)

### Comte de Tecklenburg et Lingen
Comte de Tecklenburg et Lingen (Graf zu Tecklenburg und Lingen)

### Comte de Mansfeld
Comte de Mansfeld (Graf zu Mansfeld)

### Comte de Sigmaringen
Comte de Sigmaringen (Graf zu Sigmaringen)

### Comte de Veringen
Comte de Veringen (Graf zu Veringen)

### Seigneur de Francfort
Seigneur de Francfort (Herr von Frankfurt) : titre pris après l'annexion de la ville libre de Francfort.